# Xanthoparmelia perezdepazii
Xanthoparmelia perezdepazii är en lavart som beskrevs av Pérez-Vargas, Hern.-Padr. & Elix. Xanthoparmelia perezdepazii ingår i släktet Xanthoparmelia och familjen Parmeliaceae.   Inga underarter finns listade i Catalogue of Life.